# Union City Body Company

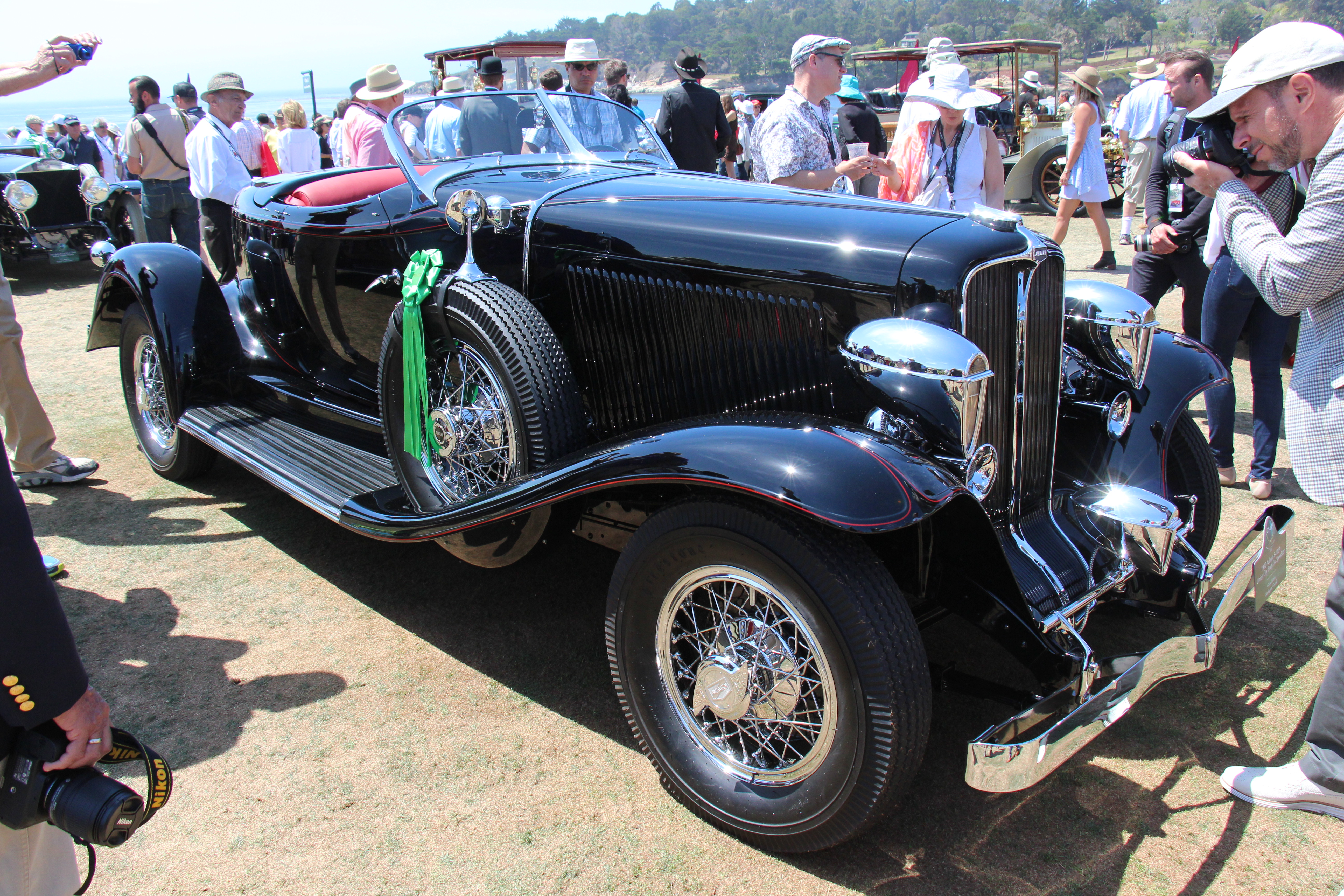
Auburn mit Aufbau der Union City Body Company

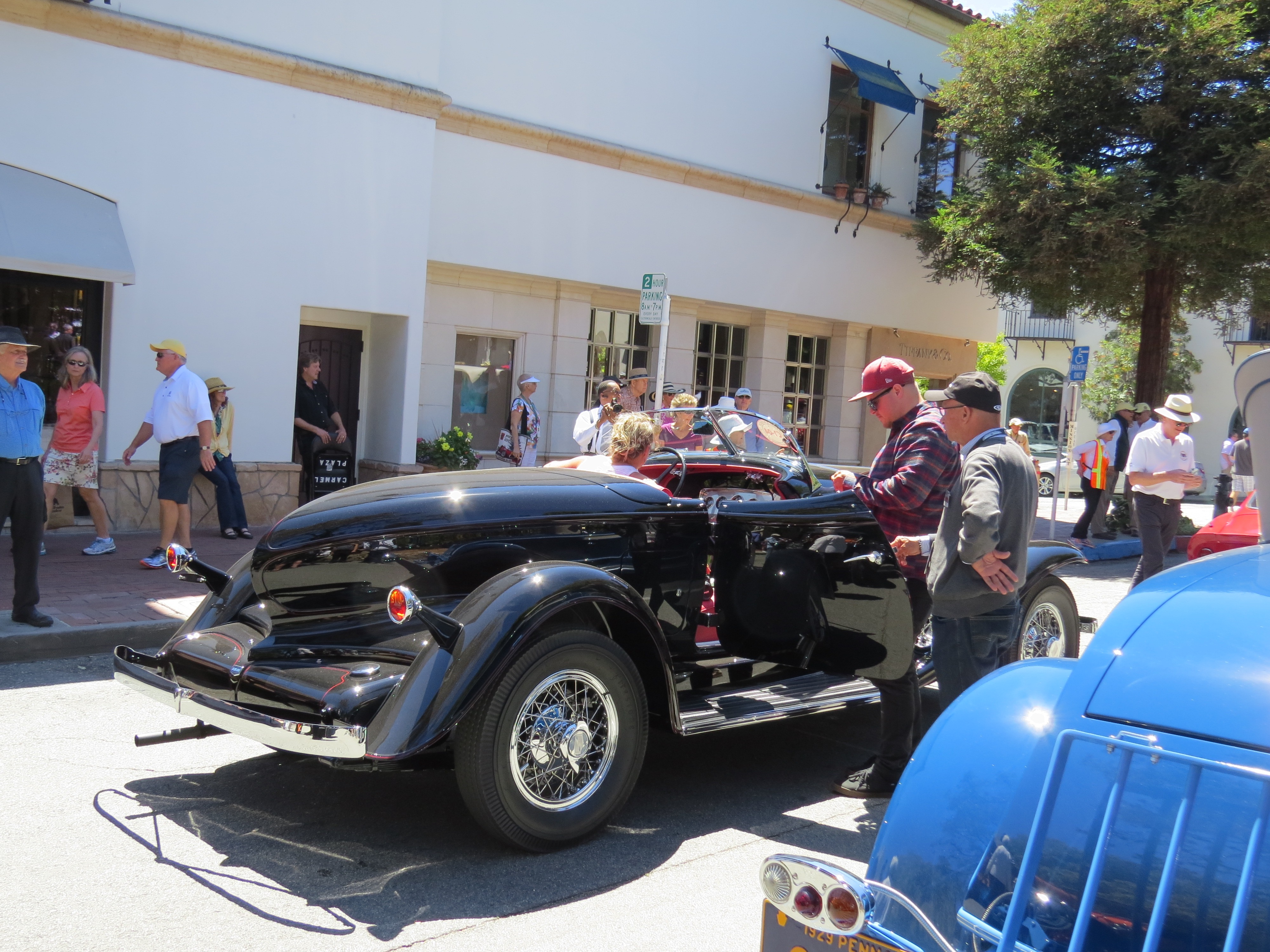
Heckansicht

Union City Body Company war ein US-amerikanisches Karosseriebauunternehmen.

## Unternehmensgeschichte
Charles C. Adelsperger, S. R. Bell und J. W. Wogoman gründeten 1898 das Unternehmen in Union City in Indiana. Adelsperger wurde Präsident. Zunächst stellten sie Kutschen her. Bereits wenig später kamen Karosserien für Automobile dazu. Einer der ersten Abnehmer war die Haynes Automobile Company. Chandler Motor Car, Clark Motor Car Company, George W. Davis Motor Car Company, H. C. S. Cab Manufacturing Company, Lexington Motor Company, National Motor Vehicle Company und Premier Motors folgten. In den 1920er Jahren kamen Auburn Automobile Company, Duesenberg, Essex und Pierce-Arrow dazu. Für Anfang der 1930er Jahre sind noch Auburn, Cord und Duesenberg überliefert. Etliche Karosserien wurden für den fiktiven Karosseriehersteller LaGrande hergestellt. Soweit bekannt, waren das die letzten Pkw-Karosserien von Union City.
H. D. Fitzgerald war ab 1930 Präsident des Unternehmens. Adelspergers Neffe, Werner Edmond Adelsperger, sowie später dessen Sohn Werner Edmond Adelsperger Junior waren ebenfalls dort tätig.
Bereits Mitte der 1920er Jahre hatte die Produktion von Karosserien für Nutzfahrzeuge, speziell Omnibusse, begonnen. Genannt werden Fahrgestelle von Chevrolet, Dodge, Ford, International Harvester, Studebaker Corporation und White Motor Company. Mit Ford gab es eine jahrelange Zusammenarbeit. In den 1970er und 1980er Jahren wurden viele Fahrzeuge direkt an Großabnehmer wie United Parcel Service geliefert.
In den 1950er Jahren gab es zusätzlich die Division Utility Truck Distributors. Ab Mitte der 1980er Jahre gehörte die Quality Manufacturing Company zum Unternehmen. 1986 kam es zu einer Verbindung mit Ikarus aus Ungarn.
1992 kam es zum Bankrott. Andrew Taitz kaufte das Unternehmen auf und setzte die Produktion fort. Er baute einen Konzern auf. 2005 verkaufte er die Union City Body Company an die Utilimaster Corporation. GVW Group bestätigte den Verkauf 2005 an die Utilimaster Corporation.
Am 28. Juli 2005 wurde das Unternehmen gelöscht.